# EudraCT
EudraCT (acrònim de European Union Drug Regulating Authorities Clinical Trials) és una base de dades europea d'assajos clínics amb medicaments en recerca en els quals participi, com a mínim, un hospital, centre sanitari, entitat docent, etc., de la Unió Europea.
En aquesta base de dades s'han d'incloure, d'acord amb la Directiva 2001/20/CE del Parlament Europeu, tots els assajos clínics en els quals el procés de sol·licitud d'autorització s'iniciï a partir de l'1 de maig de 2004. A Espanya, d'acord amb el Reial Decret 1090/2015, de 4 de desembre de 2015, aquesta autorització va condicionada a l'obtenció d'un dictamen favorable emès per un Comitè d'Ètica d'Investigació clínica amb medicaments (CEIm), i a l'autorització per l'Agència Espanyola de Medicaments i Productes Sanitaris (AEMPS).
La inclusió en EudraCT d'un assaig clínic comporta l'assignació d'un codi identificatiu únic per a tots els països de la Unió Europea (denominat número EudraCT), amb el format AAAA-NNNNNN-CC, on:
- AAAA és l'any en què s'emet el codi,
- NNNNNN és un número seqüencial de sis dígits,
- CC és un dígit de control per comprovar que la resta del codi és correcte.

Aquest número és independent del codi intern que cada promotor li assigni als seus assajos, i sempre ha de constar en totes les sol·licituds o notificacions que es presentin a les autoritats competents d'algun estat membre de la Unió, així com en alguns documents relacionats amb l'assaig, com poden ser els informes d'esdeveniments adversos als medicaments en estudi.
A Espanya, el nombre EudraCT no s'ha de confondre en amb el codi que se'ls assigna als assajos clínics fase IV, o estudis de farmacovigilància, ja que és diferent i ve regulat per l'Ordre SAS/3470/2009.